# Atomaria deubeli
Atomaria deubeli là một loài bọ cánh cứng trong họ Cryptophagidae. Loài này được Holdhaus miêu tả khoa học năm 1903.